# Chepy
Chepy je francouzská obec v departementu Marne v regionu Grand Est. V roce 2012 zde žilo 422 obyvatel.

## Sousední obce
Courtisols, Mairy-sur-Marne, Marson, Moncetz-Longevas, Saint-Germain-la-Ville, Sogny-aux-Moulins

## Vývoj počtu obyvatel
Počet obyvatel